# Ellian et le Sortilège
Pour plus de détails, voir Fiche technique et Distribution.
Ellian et le Sortilège (Spellbound) est un film d'animation américain réalisé par Vicky Jenson et sorti en 2024.
Produit par Skydance Animation, le film met en vedette les voix de Rachel Zegler, John Lithgow, Jenifer Lewis, Tituss Burgess, Nathan Lane, Javier Bardem et Nicole Kidman dans sa version originale. Situé dans le monde magique connu sous le nom de Lumbria, l'histoire suit la princesse Ellian (Zegler) qui doit briser le sort qui a transformé ses parents (Bardem et Kidman) en monstres et divisé son royaume en deux.
Le projet, initialement intitulé Split, est annoncé en juillet 2017, peu de temps après la création de Skydance Animation en mars 2017, Paramount Pictures prévoyant la distribution pour 2019. Le film subit ensuite des changements, tels que les dates de sortie, avec Jenson annoncé plus tard comme réalisatrice, et le titre du film change en The Unbreakable Spell, avant d'arriver finalement à son titre actuel original, Spellbound. Le film est acquis par Apple TV+ en décembre 2020, avant que Netflix n'en reprenne les droits en octobre 2023. Une grande partie du casting principal est signé en juin 2022, après le casting de Zegler en avril 2022. La production est réalisée à distance pendant la pandémie de COVID-19.
Ellian et le Sortilège sort le 22 novembre 2024 sur Netflix. Le film reçoit un accueil mitigé de la part des critiques. Ellian et le Sortilège est le film Netflix le plus regardé une semaine après sa sortie.

## Distribution

### Voix originales
- Rachel Zegler : princesse Ellian
- Nicole Kidman : reine Ellsmere, mère d'Ellian
- Javier Bardem : roi Solon, père d'Ellian
- John Lithgow : ministre Bolinar
- Jenifer Lewis : ministre Nazara Prone
- Tituss Burgess : Sunny, Oracle du Soleil
- Nathan Lane : Luno, Oracle de la Lune
- Jordan Fisher : Callan[1]

### Version française
- Jaynelia Coadou : Ellian
- Bernard Alane : le ministre Bolinar
- Serge Postigo : Luno
- Benoît Cauden : Sunny
- Ludmilla Dabo : la ministre Nazara Prone
- David Krüger : le roi Solon
- Léovanie Raud : la reine Ellsmere
- Bénédicte Charton : la générale Cardona
- Yann Guillemot : le postier principal
- Colette Venhard : la secrétaire

 Source et légende : version française (VF) sur RS Doublage et selon le carton du doublage français.

## Production

### Développement
En mars 2017, Skydance Media forme un partenariat pluriannuel avec le studio d'animation madrilène Ilion Animation Studios (en), créant la division d'animation Skydance Animation. En juillet, le film est annoncé sous le titre de Split et le PDG de Skydance Media, David Ellison, révèle que Linda Woolverton écrit le scénario,. Il sera distribué par Paramount Pictures dans le cadre de leur accord avec Skydance Media et une date de sortie lui sera attribuée pour 2019. Après l'embauche de John Lasseter comme CCO de Skydance Animation, Mireille Soria, alors directrice de Paramount Animation, annonce que Paramount Animation met fin à sa collaboration informelle avec Skydance.
En avril 2020, le compositeur Alan Menken annonce qu'il travaillait sur le projet avec Lasseter, renommé The Unbreakable Spell avant de devenir Spellbound. Le film ne devait au départ pas être une comédie musicale, idée imposée par le directeur de la branche animation de l'époque, Bill Damaschke (en). Le film est réalisé par Vicky Jenson, à partir d'un scénario de Woolverton et de l'équipe d'écriture de Lauren Hynek et Elizabeth Martin, avec des chansons de Menken et de son collaborateur de longue date Glenn Slater,. En juillet 2020, il est annoncé que Ellian et le Sortilège allait toujours être distribué par Paramount Pictures sans Paramount Animation jusqu'à ce qu'Apple TV+ acquière les droits de distribution en décembre 2020 dans le cadre d'un partenariat plus large avec Skydance Animation. Apple Studios remplacerait Paramount en tant que société de production. Cependant, en octobre 2023, Skydance Animation met fin à son accord avec Apple et signe ensuite un accord pluriannuel avec Netflix, qui reprendrait la distribution des futurs films en production du studio, dont Ellian et le Sortilège. En février 2024, il est révélé que Julia Miranda rejoint l'équipe de scénaristes. En juin 2024, Woolverton est confirmé comme producteur du film.

### Casting
En avril 2022, Rachel Zegler est choisie pour incarner le personnage principal. En juin, Nicole Kidman, Javier Bardem, John Lithgow, Nathan Lane, Jenifer Lewis, André De Shields (en) et Jordan Fisher sont ajoutés au casting. En juin 2023, Tituss Burgess rejoint le casting, remplaçant De Shields,.

### Animation
L'animation est produite par Skydance Animation Madrid, certaines parties de la production ayant été réalisées à distance pendant la pandémie de Covid-19.
Lorsque Vicky Jenson est choisie en tant que réalisatrice, elle remanie les ébauches effectuées jusque là : « Les artworks me semblaient un peu déjà vus. On était sur des inspirations anglaises, celtes et vikings. Vu que nous étions physiquement à Madrid pour les découvrir, je me suis dit qu'il fallait se servir de la beauté de la ville pour repenser tout ça. C'est ainsi qu'on a décidé de partir des motifs de l'Espagne des XVIe, XVIIe et XVIIIe siècles. Visuellement, tout a évolué à partir de là ».

## Commercialisation
En mars 2022, il est rapporté que Skydance Animation avait conclu un accord pluriannuel avec Spin Master (en) pour fabriquer des jouets basés sur le film.

## Sortie
En mars 2017, il est annoncé que la sortie initiale était prévue pour 2019. Le 20 juillet 2020, Paramount Pictures repousse la sortie du film au 11 novembre 2022. Le 16 décembre 2020, Apple TV+ entame des négociations pour reprendre les droits de distribution du film, conservant sa date de sortie du 11 novembre. Cependant, le film ne sort pas à la date prévue pour des raisons inconnues,.
Une présentation du travail en cours du film est présentée au Festival international du film d'animation d'Annecy 2023 en juin par la réalisatrice, Vicky Jenson, et le chef de l'histoire Brian Pimental (en). Peu de temps après, la sortie du film est annoncée pour 2024,. En octobre, Netflix reprend les droits de distribution du film à Apple, dans le cadre d'un nouvel accord pluriannuel avec Skydance Animation, tout en conservant sa sortie en 2024. En juin 2024, Netflix annonce que le film serait diffusé le 22 novembre 2024,.

## Accueil
Ellian et le Sortilège est le film Netflix le plus regardé une semaine après sa sortie.